# Phillip Edward Gerald Sayer
Phillip Edward Gerald Sayer (Colchester, 5 février 1905 - 21 octobre 1942), est le pilote d'essais en chef de Gloster Aircraft de 1934 à 1942, et également officier de la Royal Air Force. Gerry Sayer fut le pilote du tout premier avion à réaction britannique, le Gloster E28/39 Pioneer, le 15 mai 1941.